# Gian Battista Sommariva
Pour les articles homonymes, voir Sommariva.

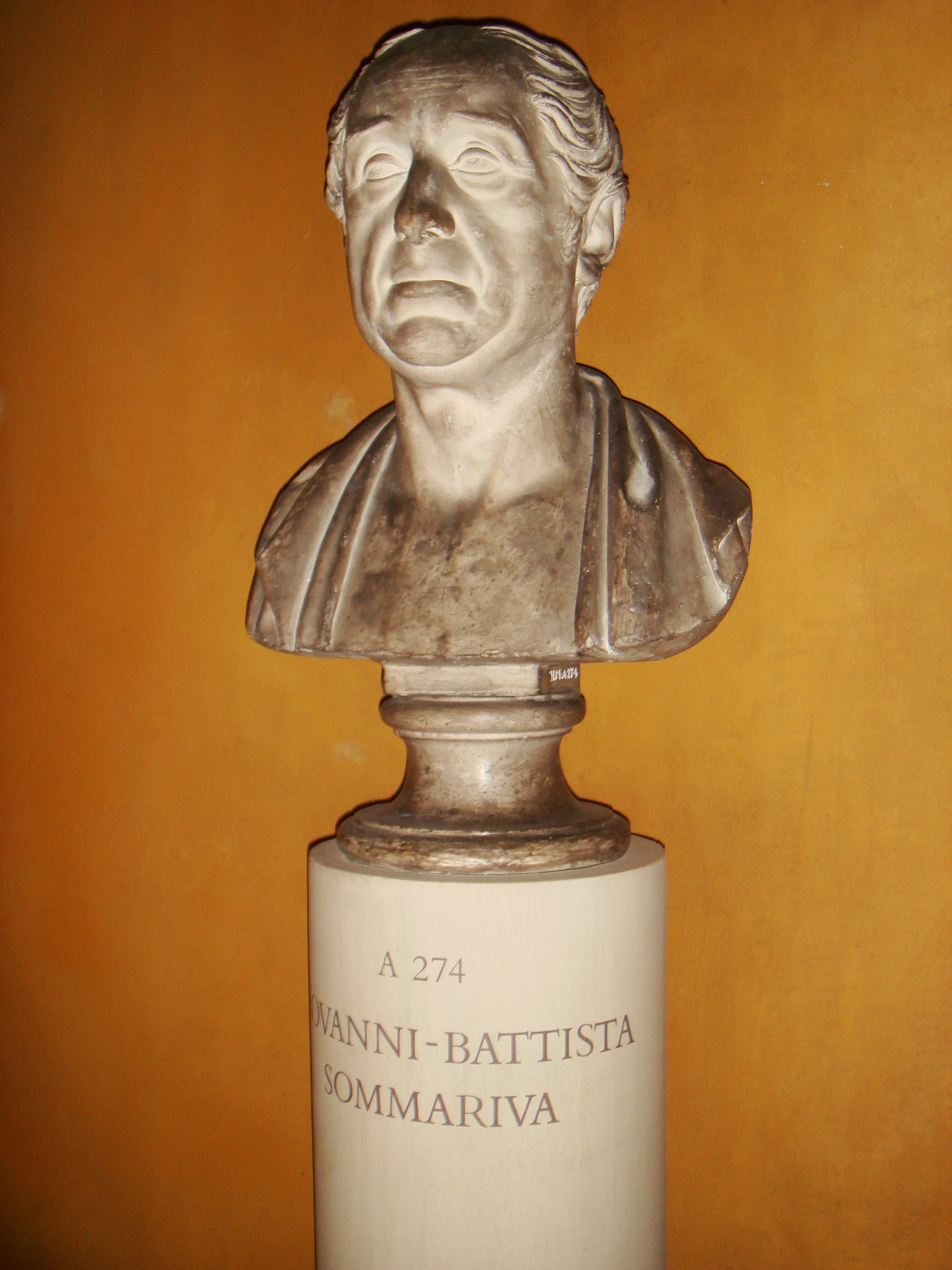
Buste de Sommariva par Bertel Thorvaldsen.

Gian Battista Sommariva (né en 1762 à Sant'Angelo Lodigiano, près de Milan, et mort en 1826) est un avocat, homme politique et mécène italien de la fin du XVIIIe et du début du XIXe siècle.

## Biographie
Né probablement à Sant'Angelo Lodigiano, d'une famille de fermier, Gian Battista Sommariva étudia le droit, et devint avocat, grâce à un bienfaiteur.
Il est dit qu'il commença comme assistant de barbier
En 1796 il rejoint Milan et devient conseiller communal (it).
Avocat lors de l'invasion des Français en Lombardie, il adopta les idées nouvelles et devient secrétaire du Directoire de la République cisalpine, dont il devint directeur en 1799.
Lorsque les Autrichiens débarquent en Lombardie, il fuit vers Paris, et devient ami avec Napoléon. Après le succès des Français, il revient à Milan.
Sa carrière politique fut brutalement stoppée en 1802 après sa candidature au poste de vice-président de la République d'Italie, Napoléon lui ayant préféré Francesco Melzi d'Eril.
Francis Haskell dit qu'il offrit un collier de diamants à Joséphine, épouse de Napoléon, qui le refusa, et une montre très coûteuse à Talleyrand qui l'accepta. 
Après son retrait de la vie publique, il tente de retrouver son prestige dans la haute société en se tournant vers les Arts.
Amateur de Beaux-Arts, il consacra une partie de sa fortune à monter des collections, aujourd'hui conservées dans l'une de ses demeures près du lac de Côme. La collection intéresse aussi bien des pièces d'antiquité que contemporaines.
Son premier fils, Emilio, meurt en 1811 en combattant en Espagne. Son second fils, Luigi Gaetano, hérite de toute la richesse de son père mais meurt subitement en 1838, laissant un enfant de huit ans qui décède à son tour l'année suivante. La veuve de Luigi, Émilie Sellière, hérite à son tour d'une partie de la fortune, se réservant la chapelle familiale à Tremezzo où se trouve la dépouille de Gian Battista. Elle lègue sa belle bibliothèque (3 000 volumes) à la ville de Nancy.